# Ercilla syncarpellata
Ercilla syncarpellata är en kermesbärsväxtart som beskrevs av Nowicke. Ercilla syncarpellata ingår i släktet Ercilla och familjen kermesbärsväxter. Inga underarter finns listade i Catalogue of Life.